# 奧克倫 (加利福尼亞州)
奧克倫（英語：Oak Run）是位於美國加利福尼亞州沙斯塔縣的一個非建制地區。該地的面積和人口皆未知。

## 地理
奧克倫的座標為40°41′07″N 122°01′25″W / 40.68528°N 122.02361°W，而該地的平均海拔高度為493米（即1617英尺）。